# MBS Nürnberg
MBS Nürnberg (früher Maul-Belser Studios) war ein deutsches Dienstleistungsunternehmen mit Sitz in Nürnberg. Die Full-Service-Agentur arbeitet in den Bereichen Werbung, Fotografie, E-Commerce Services und Digital. Das Unternehmen ging aus den im Jahr 1982 zusammengelegten Druckereien von Maul-Belser hervor. MBS gehört heute zur Bertelsmann Printing Group, Europas größter Druckereigruppe. Es wurde im Mai 2025 geschlossen.

## Geschichte
Nach dem Zweiten Weltkrieg entwickelte sich der Tiefdruck zu einer verbreiteten Drucktechnik. 1976 übernahm Bertelsmann die beiden traditionsreichen Druckereien Maul & Co. aus Nürnberg und Chr. Belser aus Stuttgart. 1982 wurden beide Betriebe unter dem Namen Maul-Belser zusammengeführt. Die Schickedanz Holding, die 1971 bei Maul & Co. eingestiegen war, blieb als Minderheitsgesellschafter mit 25 % an Maul-Belser beteiligt. Das Unternehmen entwickelte sich zu einem der umsatzstärksten Arbeitgeber in Mittelfranken. Größere Aufmerksamkeit wurde Maul-Belser unter anderem Ende der 1980er Jahre zuteil, weil das Unternehmen einen Auftrag für den Druck einer Teilauflage des Nachrichtenmagazins Der Spiegel erhielt. Dies führte zu Konflikten um eine Betriebsvereinbarung, die Arbeitszeiten abweichend vom Tarifvertrag regelte.
Neben der Druckerei avancierte der Unternehmensbereich Maul-Belser Studios zu einem führenden Dienstleister der werbenden Wirtschaft in Europa. Anfang der 1990er Jahre positionierte sich das Unternehmen erstmals als Full-Service-Agentur für Konzeption, Layout und Fotografie. Um sich von der zunehmenden Konkurrenz aus dem europäischen Ausland abzusetzen, baute Maul-Belser ab 1993 außerdem ein neues Druckzentrum in Nürnberg für über 130 Millionen Deutsche Mark. Es handelte sich um eine der weltweit ersten Tiefdruckrotationen mit einer Breite von 3,5 Metern. Bis Ende der 1990er Jahre stieg die Zahl der Beschäftigten auf über 1.200 Personen bei einem Umsatz von einer Milliarde Mark.
In den 1980er und 1990er Jahren prägte Gunter Thielen das Unternehmen. Neben der Geschäftsführung von Maul-Belser leitete er die Druck- und Industriesparte von Bertelsmann. Diese erhielt 1999 den Namen Arvato, um den Wandel zum internationalen Kommunikations- und Mediendienstleister zu verdeutlichen. Das Geschäft von Maul-Belser passte zu dieser Strategie, weshalb Bertelsmann nach Medienberichten schon 2004 Interesse an einem Erwerb der verbleibenden Anteile bekundete. Der strauchelnde Handelskonzern KarstadtQuelle der Familie Schickedanz hielt nach wie vor 25 % und stellte diese erst 2005 offiziell zur Disposition. Im gleichen Jahr bündelten Arvato, Gruner + Jahr und Axel Springer ihre Druckaktivitäten im Unternehmen Prinovis. Bertelsmann brachte zunächst 75 % an Maul-Belser ein und verhandelte anschließend mit KarstadtQuelle über den Verkauf, der 2006 abgeschlossen wurde.
Als hundertprozentige Tochter von Prinovis, dem größten Tiefdruckunternehmen Europas, wurde aus den Maul-Belser Studios „MBS“. 2011 erfolgte die Neuausrichtung des Unternehmens als „Betrieb für Wahrnehmung und Visualisierung“. Mit Gründung der Bertelsmann Printing Group zum 1. Januar 2016 wechselte MBS gemeinsam mit dem Mutterunternehmen Prinovis unter das Dach der neuen Unternehmensgruppe. Dort bildet MBS eine von 13 weitgehend selbstständigen Geschäftseinheiten.

## Leistungen
Das Unternehmen ist als Werbeagentur für Start-ups, Mittelständler und Großunternehmen tätig. Es konzeptioniert, kreiert und produziert Anzeigen, Kataloge und Kampagnen für diverse Branchen. Für den Bereich Fotografie unterhält MBS eigene Studios, die zusammen mehr als 5.000 Quadratmeter groß sind. Zu den wichtigsten Arbeitsfeldern zählt die Modefotografie. Darüber hinaus unterstützt MBS seine Kunden bei Aufbau und Pflege von Online-Shops, einschließlich der Technik und Logistik (E-Commerce). Der Ausbau des Bereichs Digital als viertes Standbein des Unternehmens komplettiert das Angebot mit State-of-the-Art Lösungen für Web, Desktop und Mobile. Mit heute über 120 Mitarbeitern zählt MBS zu den größten Kommunikationsagenturen der Region.